# Ermita de Santa Margarida (Vilobí d'Onyar)
L'ermita de Santa Margarida és una capella romànica als afores del poble de Vilobí d'Onyar (Selva). És una obra inclosa en l'Inventari del Patrimoni Arquitectònic de Catalunya.
El 20 de juliol, festa de la màrtir santa Margarida d'Antioquia, se celebra l'aplec amb una concorreguda Missa a les 7 del matí, i a la tarda el rés del Rosari, una processó i sardanes. Hi ha uns goigs dedicats.

## Arquitectura
És una capella de tradició romànica pertanyent a una tipologia arquitectònica pròpia de finals del segle xii i principis del xiii. Consta d'una sola nau amb planta rectangular, sense absis diferenciat. La façana, orientada a ponent, refeta al segle xvii, té un portal adovellat flanquejat per dues finestres quadrangulars amb les dates inscrites a les llindes de 1665, una d'elles amb un motiu ornamental de fulla de roure. Al costat de la porta trobem una pica de pedra encastada. Sobre l'entrada s'alça el campanar d'espadanya construït amb rajol que actualment no té campana. Està precedida d'un ampli porxo amb coberta a dues aigües sostingut per pilars de pedra.
A la façana de llevant hi ha una finestra de doble esqueixada més ampla de fora que de dintre. La façana de migdia mostra una altra finestra de doble esqueixada, de la mateixa amplada a l'interior que a l'exterior i col·locada a un nivell més baix que l'altre. Al seu costat hi ha una fornícula rectangular. Al mur de ponent, prop de l'accés hi ha un sarcòfag de pedra amb el relleu d'una creu.
La nau és coberta d'una sola tramada amb una volta de canó lleugerament apuntada, que a l'interior deixa veure les marques de l'encanyissat. Tant a l'interior com a l'exterior l'aparell és vist, fet amb carreus força regulars, de mida bastant petita, formant filades perfectament horitzontals alternades amb trossos de teula, units amb morter de calç. La coberta és de teula àrab.
De l'interior de l'ermita cal destacar la creu d'altar i els canelobres. La creu d'altar és una peça de ferro d'uns 30 cm d'alçada amb un Santcrist molt esquematitzat i estilitzat, encastada sobre un peu de fusta format per un fragment de tronc cilíndric natural. El revers té unes línies cisellades que recorren els dos braços de la creu. Els dos canelobres són dues peces escultòriques iguals d'un metre d'alçada. Estan formats per tres peus de secció quadrada acabats en una peça cilíndrica per contenir les tres espelmes. A mitjana alçada, una amalgama de barres de ferros verticals uneixen els tres candelers.

## Història
L'ermita de santa Margarida és citada per primer cop l'any 1094. La primera dada documental ens remet a l'any 1290. Al llarg de l'any tenien lloc diferents romeries que el bisbe de Girona va suspendre el 1758. L'any 1947 es fa la restitució del culte i el trasllat de la nova imatge.
Tenia un important retaule de la primera meitat del segle xiv. Es tracta d'un políptic de pintura al tremp sobre fusta. De les cinc taules, la central representava el Calvari (la crucifixió, la Verge i sant Joan) i un cavaller i una dama, a la part inferior. Les altres vuit escenes, dues per taula, mostren la llegenda hagiogràfica de Santa Margarida. Inicialment va ser fet per una capella de la catedral de Girona, però consta que l'any 1564 ja no hi era. Del segle xvi fins a principis del segle xx estava a l'ermita de santa Margarida des d'on fou traslladat a l'església de Sant Esteve de Vilobí. Finalment, l'any 1936 va desaparèixer en l'incendi de la parròquia durant la Guerra Civil espanyola.
El 1963 l'Agrupació de Santa Margarida va impulsar-ne la restauració i es van fer les obres sota la direcció del Dr. Oliva i Prat. Es va consolidar i repicar el parament i es construí un nou altar. L'altar va ser consagrat l'any 1962 i era obra dels escultors gironins Francesc Torres Monsó i Domènec Fita i Molat. En la restauració es van aplicar les directrius renovadores del Concili Vaticà II d'austeritat i senzillesa, alhora que es va traslladar la imatge de la santa. El porxo es va restaurar l'any 1999. Actualment, del conjunt format per la taula d'altar, obra de Domènec Fita i Molat, la creu i els dos canelobres, de Francesc Torres Monsó, només en queden les peces de ferro i ha quedat força desvirtuat. La taula d'altar era una peça de fusta molt senzilla de forma cúbica que el rector de Vilobí va transformar encastant-hi uns relleus de pedra al frontal trobats a l'església parroquial de Vilobí d'Onyar.
El 12 de juny de l'any 2019 un veí del municipi va trobar la reixa de la finestra de l'ermita tallada. Uns lladres havien entrat i havien robat la imatge de Santa Margarida, una escultura d'1,60 m d'alçada situada fins llavors a l'entrada del temple i de gran valor sentimental per als vilobinencs.